# Новые Химки (стадион)
«Но́вые Хи́мки» — футбольный стадион, расположенный в городе Химки, Московская область. Предназначен для проведения футбольных матчей (беговые дорожки отсутствуют). В 1999 году спорткомплекс «Новые Химки» представлял собой хоккейную площадку, футбольное и мини-футбольное поле. После реконструкций в 2000-х годах он превратился в настоящий футбольный комплекс. Сейчас на его территории два искусственных поля с подогревом, площадка для мини-футбола, трибуны, а также инфраструктура, наличие которой обосновано регламентами профессиональных соревнований по футболу. В 2007 году новое тренировочное поле после реконструкции открывал Дмитрий Медведев, тогда ещё в ранге первого вице-премьера правительства.
Основное поле спортивного комплекса сертифицировано РФС для проведения профессиональных соревнований по футболу.
В данный момент здесь базируется СДЮСШОР «Химки», в которой занимаются более 1000 детей. Проводятся любительские футбольные турниры. СК «Новые Химки» дважды признавался «Лучшим спортивным сооружением Московской области».
Спортивный комплекс «Новые Химки» наряду со стадионами «Арена Химки», «Родина» и баскетбольным центром «Химки» входит в структуру АУ «Арена Химки».

## Характеристика
- Вместительность — 3066 мест.
- Размеры игрового поля — 102×66 м.
- Покрытие поля — искусственное.
- Подогрев — есть.
- Освещение — 1219 люкс
- Табло — одноцветное
- Все трибуны находятся под навесом.